# Берта (тауншип, Миннесота)
Бе́рта (англ. Bertha) — тауншип в округе Тодд, Миннесота, США. На 2000 год его население составило 397 человек.

## География
По данным Бюро переписи населения США площадь тауншипа составляет 91,8 км², из которых 91,8 км² занимает суша, водоёмов нет.

## Демография
По данным переписи населения 2000 года здесь находились 397 человек, 141 домохозяйство и 116 семей.  Плотность населения —  4,3 чел./км².  На территории тауншипа расположено 154 постройки со средней плотностью 1,7 построек на один квадратный километр. Расовый состав населения: 98,99 % белых и 1,01 % приходится на две или более других рас. Испанцы или латиноамериканцы любой расы составляли 0,25 % от популяции тауншипа.
Из 141 домохозяйства в 35,5 % воспитывались дети до 18 лет, в 71,6 % проживали супружеские пары, в 4,3 % проживали незамужние женщины и в 17,7 % домохозяйств проживали несемейные люди. 14,9 % домохозяйств состояли из одного человека, при том 7,8 % из — одиноких пожилых людей старше 65 лет. Средний размер домохозяйства — 2,82, а семьи — 3,14 человека.
26,4 % населения — младше 18 лет, 6,5 % — в возрасте от 18 до 24 лет, 24,7 % — от 25 до 44, 27,2 % — от 45 до 64, и 15,1 % — старше 65 лет. Средний возраст — 42 года. На каждые 100 женщин приходилось 118,1 мужчин.  На каждые 100 женщин старше 18 приходилось 117,9 мужчин.
Средний годовой доход домохозяйства составлял 31 250 долларов, а средний годовой доход семьи —  34 375 долларов. Средний доход мужчин —  25 000  долларов, в то время как у женщин — 21 000. Доход на душу населения составил 13 151 доллар. За чертой бедности находились 14,5 % семей и 14,0 % всего населения тауншипа, из которых 18,1 % младше 18 и 17,2 % старше 65 лет.